# USSR International 1986
Die USSR International 1986 im Badminton fanden vom 24. bis zum 26. Oktober 1986 in Moskau statt.

## Sieger und Platzierte
| Disziplin    | Gold                             | Silber                            | Bronze                              |
| ------------ | -------------------------------- | --------------------------------- | ----------------------------------- |
| Herreneinzel | Claus Thomsen                    | Andrei Antropow                   | Patrik Andreasson                   |
| Herreneinzel | Claus Thomsen                    | Andrei Antropow                   | Vladimir Nikolenko                  |
| Dameneinzel  | Svetlana Belyasova               | Madhumita Bisht                   | Ami Ghia                            |
| Dameneinzel  | Svetlana Belyasova               | Madhumita Bisht                   | Anna Marie Laursen                  |
| Herrendoppel | Peter Axelsson Jens Olsson       | Claus Thomsen Henrik Svarrer      | Andrei Antropow Sergey Sevryukov    |
| Herrendoppel | Peter Axelsson Jens Olsson       | Claus Thomsen Henrik Svarrer      | Jan Paulsen Peter Buch              |
| Damendoppel  | Tatyana Litvinenko Viktoria Pron | Svetlana Belyasova Irina Rozhkova | Catharina Andersson Karin Ericsson  |
| Damendoppel  | Tatyana Litvinenko Viktoria Pron | Svetlana Belyasova Irina Rozhkova | Gitte Paulsen Grete Mogensen        |
| Mixed        | Andrei Antropow Viktoria Pron    | Peter Buch Grete Mogensen         | Sergey Sevryukov Svetlana Belyasova |
| Mixed        | Andrei Antropow Viktoria Pron    | Peter Buch Grete Mogensen         | Jan Paulsen Gitte Paulsen           |

## Finalresultate
| Disziplin    | Sieger                           | Finalist                          | Ergebnis           |
| ------------ | -------------------------------- | --------------------------------- | ------------------ |
| Herreneinzel | Claus Thomsen                    | Andrei Antropow                   | 5–15, 17–15, 15–6  |
| Dameneinzel  | Svetlana Belyasova               | Madhumita Bisht                   | 12–10, 8–11, 11–3  |
| Herrendoppel | Peter Axelsson Jens Olsson       | Claus Thomsen Henrik Svarrer      | 6–15, 15–11, 15–9  |
| Damendoppel  | Tatyana Litvinenko Viktoria Pron | Svetlana Belyasova Irina Rozhkova | 15–5, 13–18, 15–12 |
| Mixed        | Andrei Antropow Viktoria Pron    | Peter Buch Grete Mogensen         | 2–15, 15–12, 15–8  |